# Crime Scene
Crime Scene (Plaats delict) is een muziekalbum dat verscheen onder de naam van Terje Rypdal. Het is tevens een compositie van Rypdal.
Crime Scene is gecomponeerd voor Nattjazz, een muziekfestival in Bergen dat in 2009 werd gehouden van 20 tot en met 30 mei, andere artiesten waren onder anderen Bobo Stenson en Nils Petter Molvær. De muziek is een combinatie van freejazz, jazz, big bandmuziek en rock, en doet denken aan een grote verzamelton met muziek van John Coltrane, Miles Davis (experimentele periode) en Lalo Shiffrin, zonder dat het muziek van een van die drie is. Centraal thema is misdaadfilms. De rol van Rypdals gitaar is beperkt, maar alom aanwezig. In de compositie zijn stemfragmenten te horen uit diverse films, Clint Eastwood, Robert De Niro (uit Taxi Driver) en Marlon Brando (uit The Godfather) zijn te horen. Het album is live opgenomen tijdens het muziekfestival. Later moest het bewerkt worden; Jan Erik Kongshaug, Manfred Eicher en Rypdal sleutelden in de Rainbow Studio te Oslo aan de opname van de Noorse staatsomroep Norsk Rikskringkasting (NRK).

## Musici
- Terje Rypdal – elektrische gitaar
- Palle Mikkelborg – trompet
- Stäle Storløkken – hammondorgel
- Paolo Vinaccia – slagwerk
- Bergen Big Band o.l.v. Olav Dale
  - 5 houtblazers met piccolo, dwarsfluit, altfluit, klarinet, basklarinet, tenorsaxofoon, baritonsaxofoon
  - 4 trompettisten met trompet en flugelhorn
  - 3 trombonisten en 1 bastrombonist
  - 1x elektrische gitaar, 1x elektrische piano, 1x contrabas/basgitaar en 1x slagwerk.

## Muziek
De suite wordt achter elkaar doorgespeeld, alle muziek is van Rypdal behalve (7) van Vinaccia

| Nr. | Titel                     | Duur |
| --- | ------------------------- | ---- |
| 1.  | Clint – The menace        | 2:15 |
| 2.  | Prime suspects            | 6:55 |
| 3.  | Don Rypero                | 5:31 |
| 4.  | Suspecious behaviour      | 2:55 |
| 5.  | The good cop              | 3:44 |
| 6.  | Is that a fact            | 4:14 |
| 7.  | Parli con me?!            | 5:26 |
| 8.  | The criminals             | 3:02 |
| 9.  | Action                    | 2:17 |
| 10. | One of those              | 2:59 |
| 11. | It's not been written yet | 8:53 |
| 12. | Investigation             | 5:46 |
| 13. | A minor incident          | 2:18 |
| 14. | Crime solved              | 3:03 |